# Operatie Unthinkable

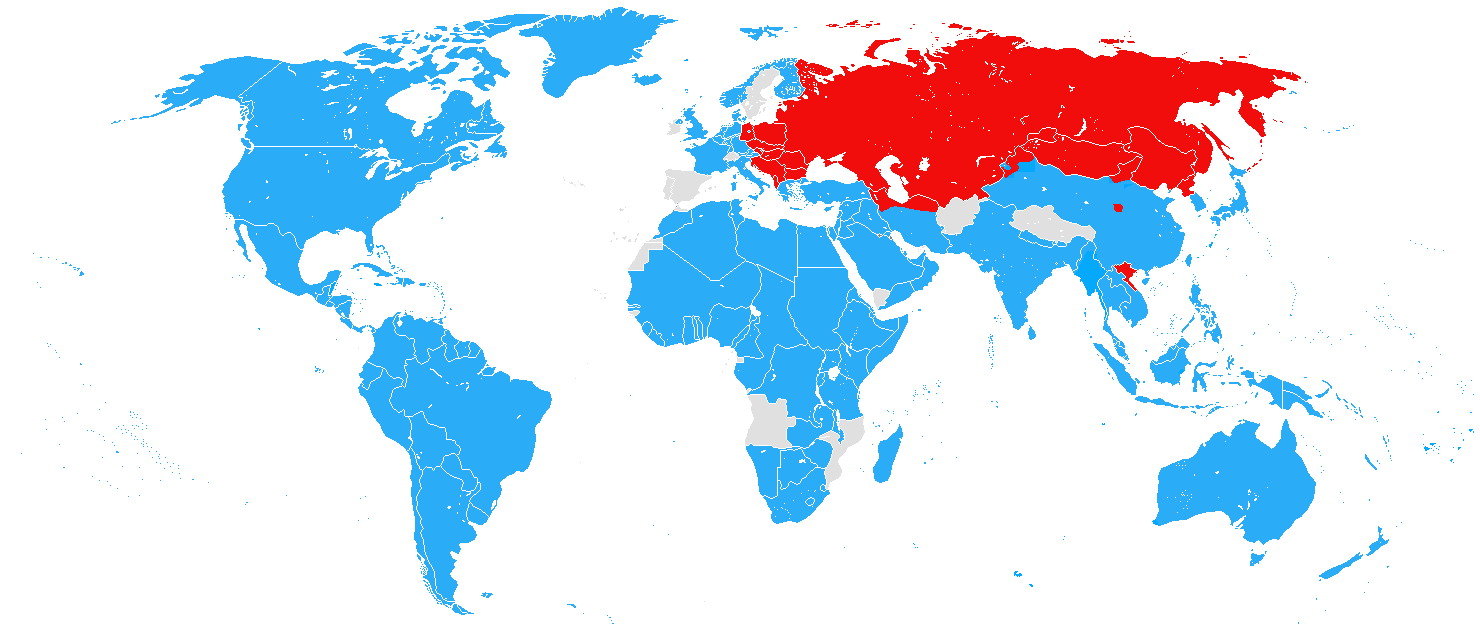
Grondgebied van de westerse Geallieerden (blauw) en de Sovjet-Unie en zijn bondgenoten (rood) in september 1945.

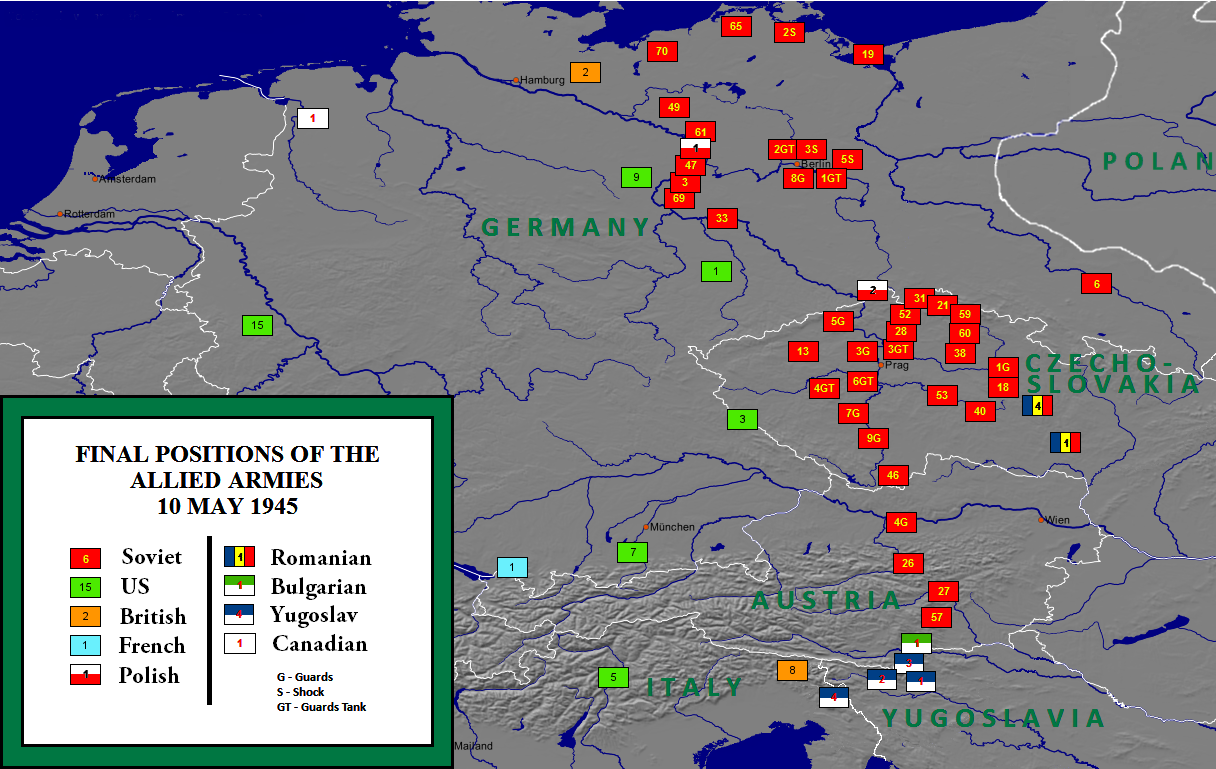
Posities van het geallieerde leger op 10 mei 1945

Operatie Unthinkable was een Brits plan om de Sovjet-Unie aan te vallen. De oprichting van het plan werd bevolen door de Britse premier Winston Churchill in 1945 en werd ontwikkeld door de Joint Planning Staff van de British Armed Forces op het einde van de Tweede Wereldoorlog in Europa.

## Offensieve operaties
Het initiële primaire doel van de operatie werd verklaard als volgt: "het opleggen van de wil van de Verenigde Staten en het Britse Rijk aan Rusland. Hoewel 'de wil' van deze twee landen gedefinieerd kan worden als niet meer dan een simpele overeenkomst voor Polen, limiteert dat niet noodzakelijk militaire inzet". (Het woord "Rusland" wordt intensief gebruikt door het document heen, omdat de term tijdens de keizerlijke periode werd gebruikt als pars pro toto voor het Tsaristisch Keizerrijk, waarmee de Sovjet-Unie bijna samenviel.)
De stafchefs waren bezorgd, gezien de enorme omvang van de Sovjettroepen die ingezet waren in Europa aan het einde van de oorlog, en de perceptie dat de Sovjet-leider Jozef Stalin onbetrouwbaar was, er bestond een Sovjetdreiging naar West-Europa toe. De Sovjet-Unie moest nog zijn aanval op Japan lanceren, en dus was een veronderstelling in het rapport dat de Sovjet-Unie in plaats daarvan een bondgenoot van Japan zou worden als de westerse geallieerden hun vijandelijkheden zouden beginnen.
Het plan werd door de Britse Chiefs of Staff Committee gehouden voor militair onuitvoerbaar wegens een drie-tegen-eensuperioriteit van Sovjetlandstrijdkrachten in Europa en het Midden-Oosten, waar het conflict naar verwachting zou plaatsvinden. De meerderheid van alle offensieve operaties zou uitgevoerd worden door Amerikaanse en Britse troepen, alsook Poolse troepen en maximaal 100.000 overgegeven Duitse Wehrmachtsoldaten. Een snel succes zou er enkel kunnen komen door een verrassing. Als een snel succes niet verkregen zou worden vóór het begin van de winter, zouden de geallieerden zich inzetten voor een totale oorlog die langdurig zou zijn. In het rapport van 22 mei 1945 werd een offensieve operatie als "gevaarlijk" geacht.

## Defensieve operaties
Als antwoord op een instructie van Churchill op 10 juni 1945 werd een vervolgrapport geschreven voor "welke maatregelen nodig zouden zijn om de veiligheid van de Britse Eilanden te garanderen in het geval van oorlog met Rusland in de nabije toekomst". Amerikaanse troepen werden overgebracht naar de landen rond de Grote Oceaan om de invasie van Japan voor te bereiden, en Churchill vreesde dat deze vermindering van ondersteunende troepen de Sovjets in een sterke positie zouden plaatsen om offensieve acties te ondernemen in West-Europa. Het rapport concludeert dat als de Verenigde Staten zich zouden concentreren op het Pacifisch theater, de kansen van Engeland "denkbeeldig zouden worden".
De Joint Planning Staff verwierp het idee van Churchill om bruggenhoofden te houden op het vasteland van Europa, omdat het geen operationeel voordeel had. De bedoeling was dat Groot-Brittannië zijn luchtmacht en marine zou gebruiken om weerstand te bieden, hoewel een bedreiging van massale raketaanvallen verwacht werd, zonder mogelijkheid van verzet, behalve voor strategische bombardementen.

## Daaropvolgende discussies
In 1946 waren er zich spanningen en conflicten aan het ontwikkelen tussen kapitalistische en communistische gebieden van Europa. Deze werden gezien als zijnde potentiële oorzaken voor een breder conflict. Een van die gebieden was Julisch Venetië, en op 30 augustus 1946 vonden er informele besprekingen plaats tussen de Britse en Amerikaanse stafchefs over hoe een dergelijk conflict zich zou kunnen ontwikkelen en de beste strategie voor het uitvoeren van een Europese oorlog. Ook de kwestie van het behoud van een bruggenhoofd op het vasteland werd besproken, met Dwight D. Eisenhower die terugtrekking naar de Lage Landen verkoos, in plaats van Italië, voor hun afstand tot het Verenigd Koninkrijk.